# 比扎诺斯
比扎诺斯（法語：Bizanos，法語發音：[bizanɔs]）是法国大西洋比利牛斯省的一个市镇，位于该省东部，省会波城市区以东，属于波城区。

## 地理
比扎诺斯（43°17'15"N, 0°21'5"W）面积4.42 平方千米，位于法国新阿基坦大区大西洋比利牛斯省，该省份为法国东南部省份，涵盖了贝阿恩与北巴斯克，西临大西洋比斯開灣，北至朗德省，东北接热尔省，东临上比利牛斯省，南与西班牙接壤。
与比扎诺斯接壤的市镇（或旧市镇、城区）包括：阿雷西、伊德龙、马泽尔-勒宗、波城、热洛斯。

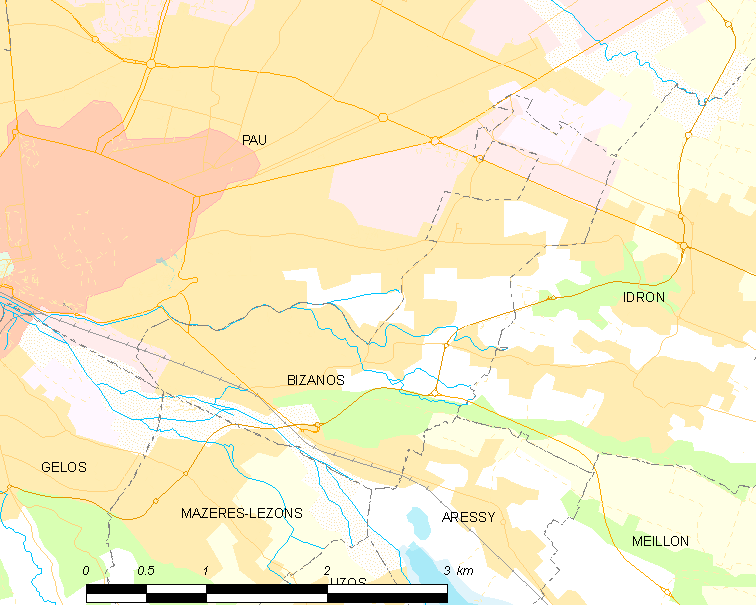
比扎诺斯的OSM定位图

比扎诺斯的时区为UTC+01:00、UTC+02:00（夏令时）。

## 行政
比扎诺斯的邮政编码为64320，INSEE市镇编码为64132。

## 政治
比扎诺斯所属的省级选区为波城第三县。

## 人口

1962-2008年间比扎诺斯人口变化图示

比扎诺斯于2022年1月1日时的人口数量为4570人。